# Homoneura curva
Homoneura curva är en tvåvingeart som beskrevs av Miller 1977. Homoneura curva ingår i släktet Homoneura och familjen lövflugor. Inga underarter finns listade i Catalogue of Life.